# Kászonaltíz község
Kászonaltíz község (románul: Comuna Plăieșii de Jos) község Hargita megyében, Romániában. Központja Kászonaltíz, beosztott falvai Kászonfeltíz, Kászonimpér, Kászonjakabfalva, Kászonújfalu.

## Népessége
A 2011-es népszámlálás adatai alapján a község népessége 3033 fő volt.